# Хосе Гарсія де Леон-і-Піссарро
Хосе Гарсія де Леон-і-Піссарро (ісп. José García de León y Pizarro) — іспанський політик, державний секретар Іспанії від жовтня 1816 до вересня 1818 року за правління короля Фернандо VII.